# Perga schiodtei
Perga schiodtei – gatunek błonkówki z rodziny Pergidae.

## Taksonomia
Gatunek ten został opisany w 1880 roku przez Johna Westwooda. Jako miejsce typowe podano miasto Adelaide. Syntypami były samiec i samica.

## Zasięg występowania
Australia, występuje w stanach Queensland, Australia Południowa i Australia Zachodnia.

## Biologia i ekologia
Roślinami żywicielskimi są drzewa Corymbia calophylla i eukaliptus gałkowy z rodziny mirtowatych.